# Référendum taïwanais de 2018
Un référendum à questions multiples d'origine populaire a lieu le 24 novembre 2018 à Taïwan. Il s'agit du premier référendum d'initiative populaire depuis une réforme l'année précédente de la procédure régulant leur déclenchement. Dix questions sont soumises au vote des électeurs sur des sujets ayant trait à la transition énergétique, à l'utilisation du nom du pays sur la scène internationale ainsi qu'aux questions LGBT.

## Contexte

### Référendums d'origine populaires
En décembre 2017, une réforme de la procédure de déclenchement de référendum populaire est adoptée par le Yuan législatif. Celle-ci, à son entrée en vigueur le 3 janvier 2018, abaisse significativement les seuils de signatures obligatoires mis en place par la précédente loi de 2003. De 2003 à 2017, toutes les tentatives de référendums populaires taïwanaises ont en effet échouées, ce qui donne alors à la loi électorale de 2003 le surnom de « cage à oiseau » pour référendum.
Un projet de référendum populaire nécessite désormais de réunir dans un premier temps les signatures de 0,01 % de la population inscrite sur les listes électorales (0,1 % avant 2017). Une fois la procédure ainsi déclenchée, les pétitionnaires doivent ensuite réunir dans un délai de six mois les signatures de 1,5 % des inscrits (5 % avant 2017) puis faire valider le projet auprès de la Commission électorale centrale (CEC), dont les conditions d'autorisation ont été assouplies par rapport au précèdent Comité d'examen des référendums. Si celle ci donne son accord, le référendum est mis au vote. Pour que le résultat soit légalement valide, le oui au projet de loi doit encore réunir la majorité absolue des voix et atteindre le quorum de 25 % des inscrits. Comme détaillé dans l'article 29 de la loi référendaire, il ne s'agit donc pas d'un quorum de participation à proprement dit, contrairement à celui de 50 % d'avant la réforme, mais d'un quorum de vote positif par rapport au total des inscrits. En cas de vote favorable et de validation du quorum, le gouvernement doit élaborer un projet de loi reflétant les résultats afin de le soumettre au Parlement.
Sont cependant exclus de la voie populaire les référendums portant modification de la constitution ainsi que du nom, de l'hymne national, du drapeau et des frontières du pays. La loi électorale abaisse exceptionnellement l'âge du droit de vote de 20 à 18 ans lors de ces référendums, mais elle interdit explicitement que ces référendums portent sur un changement de l'âge légal du droit de vote,.
Les seuils sont calculés et actualisés à partir du nombre d'inscrits sur les listes électorales lors de la dernière élection présidentielle, soit 18 782 991 en 2016, ce qui correspond en 2018 à des seuils de 1 879 (0,01 %) et 281 745 (1,5 %) inscrits. S'il est approuvé, le référendum doit être soumis au vote de la population dans les six mois. Si une élection nationale est prévue dans ce laps de temps, le référendum doit être organisé le même jour. Le référendum de 2018 se tient ainsi en même temps que les élections municipales et provinciales.

### Droits LGBT

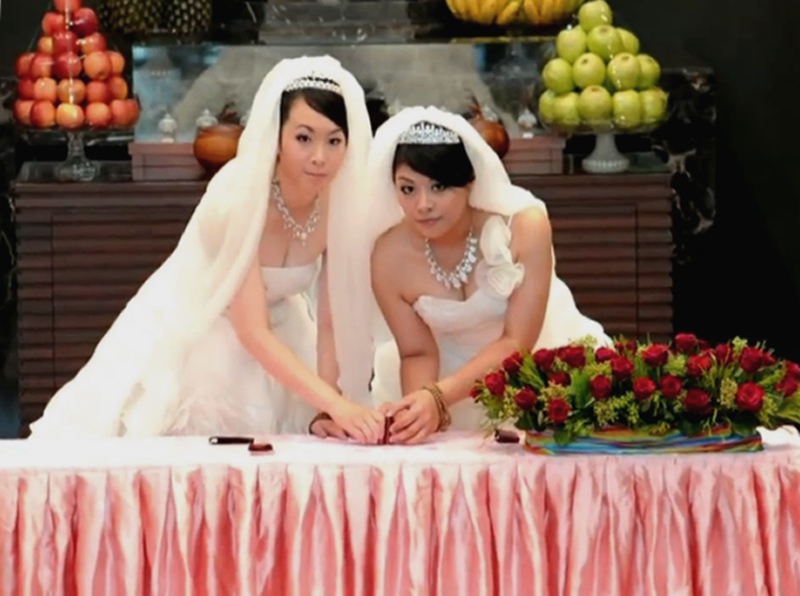
Mariage homosexuel (non reconnu) bouddhiste à Taiwan en 2012

La question du mariage homosexuel prend progressivement de l'importance dans le pays au tournant des années 2010, si bien qu'en 2015, 54 % des Taïwanais se déclarent favorables à sa légalisation selon une étude, contre 37 % d'avis défavorables et 9 % de sans opinions.
En octobre 2016, plusieurs parlementaires introduisent un projet de loi portant sur les droits humains ayant entre autres pour but la légalisation des mariages des conjoints de même sexe. La présidente du pays, Tsai Ing-wen, est en faveur du projet. Une légalisation par le parlement, le Yuan législatif, semble alors probable dans un avenir proche, lorsque la branche juridique du pays accélère le processus.
Le 24 mai 2017 la Cour constitutionnelle taïwanaise, dite Yuan judicaire, juge contraire à la constitution l'impossibilité pour les couples de même sexe de se doter d'une protection légale de même nature que les couples hétérosexuels, et donne deux ans au Yuan législatif pour légiférer l'extension des droits de ces derniers aux couples homosexuels. Passé ce délai, soit le 24 mai 2019, et en l'absence de nouvelle législation, la légalisation sera de facto effective,.
Si un projet de loi est bel et bien débattu au parlement, son approbation tend à tarder, les partis politiques préférant ne pas s'attirer l'ire des opposants pour une légalisation qui prendra de toute manière effet sans leur action. En février 2018 cependant, une association de la Droite chrétienne, l’Alliance pour le bonheur des générations futures, introduit des propositions visant à contrer la décision de la cour. Deux mois et six cent soixante dix mille signatures plus tard, le projet de référendum sur l'interdiction explicite du mariage entre homosexuels est validé par la CEC. L'alliance propose simultanément un projet visant à fournir une union civile aux homosexuels. Avec 677 972 signatures récoltées, la proposition est celle ayant réuni le plus de signatures parmi les dix soumises en 2018, et est approuvée par la CEC. Selon les opposants au mariage homosexuel, la décision de la cour n'explicitant pas la nature de la protection légale qu'elle impose au gouvernement de fournir aux couples homosexuels, une union civile dotée des mêmes droits que le mariage serait de nature à s'y conformer sans qu'il soit nécessaire de légaliser le mariage homosexuel dans le pays,,.
En réaction, un groupe de soutien au mariage homosexuel soumet en septembre 2018 son propre projet de référendum en vue de modifier le Code civil (zh) pour l'y autoriser explicitement. Selon le même processus, après avoir reçu plus de neuf mille signatures par jour, le projet est validé dès le mois suivant,. Une Marche des fiertés est organisée le 27 octobre dans la capitale Taipei, réputée connaitre les manifestations de ce type les plus importantes d'Asie. En cas de victoire, Taïwan deviendrait le premier pays de ce continent à reconnaitre le mariage homosexuel. Le 18 novembre 2018, une manifestation de soutien en faveur du projet a lieu à Taipei, rassemblant plus de 100 000 personnes d’après les organisateurs,.
Plusieurs autres projets de référendum sont entretemps validés, dont certains sur le même thème des droits LGBT, notamment en matière d'éducation sexuelle dans le contexte d'une nouvelle loi sur l'éducation à l'égalité entre les genres dans le milieu scolaire.

### Transition énergétique

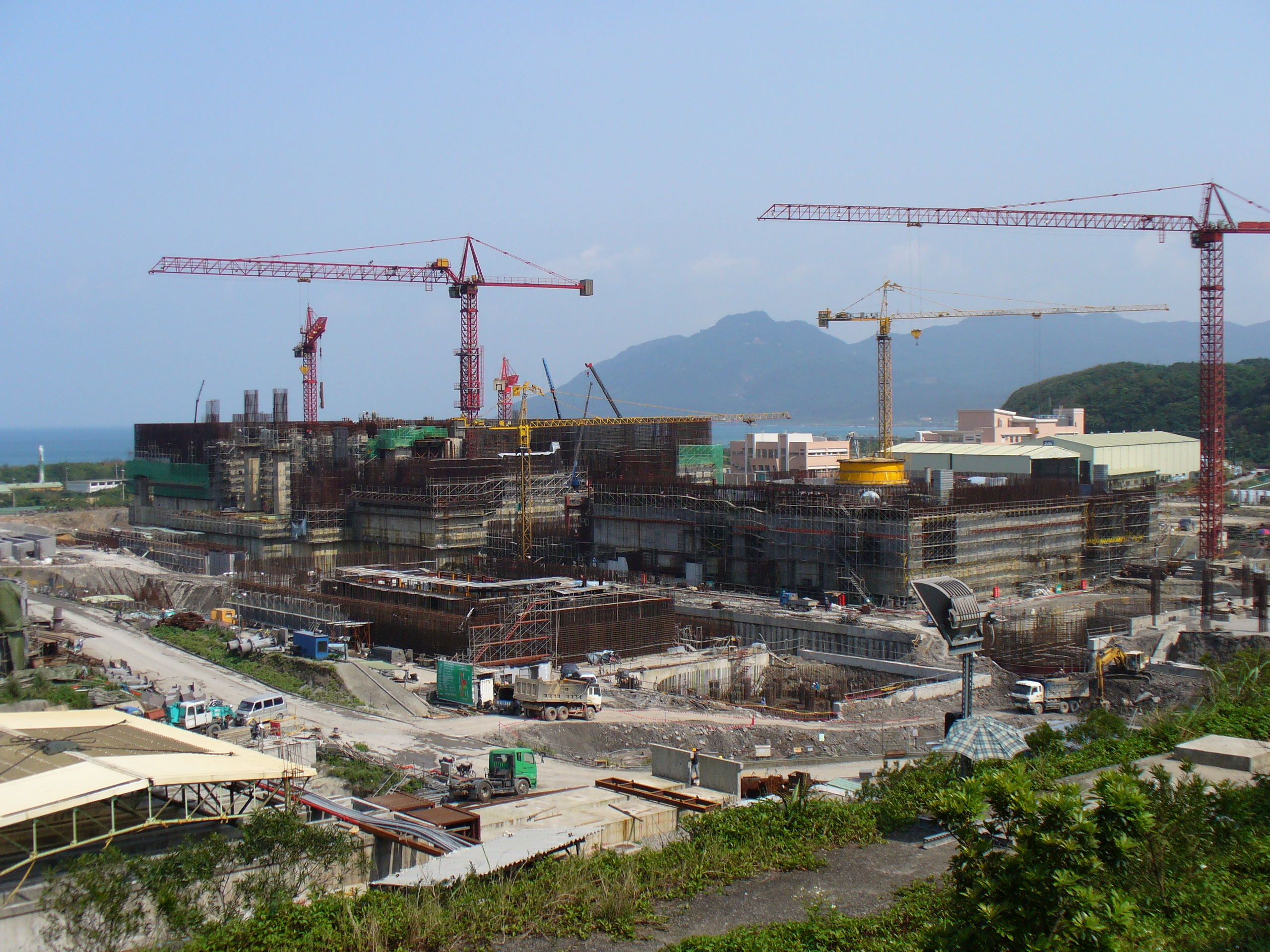
Chantier de la centrale de Lungmen en mars 2006.

Taïwan possède un secteur nucléaire civil depuis les années 1970. En 2010, le pays produit ainsi 13 % de son électricité via le nucléaire, contre 82 % par les énergies thermiques et 5 % par le solaire et l'éolien. À la suite de la catastrophe nucléaire de Fukushima, cependant, le gouvernement Taïwanais décide de suspendre les travaux de construction de la centrale nucléaire de Lungmen, puis de baisser progressivement l'activité de ses trois autres centrales. Les arrêts définitifs des réacteurs de Jinshan, Guosheng et Ma-anshan sont ainsi respectivement programmés pour fin 2018, 2021 et 2024, une Loi sur l'électricité fixant pour objectif un abandon total du nucléaire civil pour 2025. Durant l'été 2017, cependant, d'importantes pannes de courants plongent dans le noir la moitié des habitations du pays. Ces pannes sont alors largement attribuées à la mise en sous régime des réacteurs. Durant la même période, le gouvernement approuve la construction d'une nouvelle centrale à charbon à Shen'ao. Des voix s’élèvent alors parmi la communauté scientifique et environnementale taïwanaise pour protester contre l'abandon du nucléaire, la construction de la centrale de Lungmen ayant à l'époque pour objectif de porter le total de l'électricité produite par le nucléaire à 23 %, permettant une réduction des énergies fossiles. Ces dernières seraient responsables d'un millier de morts par an de par la pollution de l'air causée par les fumées des centrales aux charbon, selon de récentes études. Plusieurs référendums sur le sujet sont alors lancés, dont l'un intitulé « Pour le nucléaire pour se mettre au vert » visant à l'annulation de la récente politique énergétique et à la relance du secteur nucléaire. Les organisateurs visent également à faire pression sur le gouvernement afin d'arriver à terme à la reprise des travaux de construction à Lungmen. L'ex-président Ma Ying-jeou apporte notamment son soutien au projet,,,.

### Utilisation du nom «Taïwan»

Logo de Taïwan aux Jeux olympiques des sourds.

Taipei chinois (chinois : 中華台北 ; pinyin : Zhōnghuá Táiběi) est le nom utilisé par le pays lorsqu'il participe à des organisations internationales à cause de la non-reconnaissance de cet État par la République populaire de Chine. Il s'agit d'un compromis établi en 1981 entre cette dernière et Taïwan. La montée du nationalisme taïwanais tend cependant à la remise en cause de cette situation. Les organisateurs parviennent ainsi à faire valider un projet d'utilisation du nom Taïwan à l'international, tout en limitant ce changement de nom aux événements sportifs,. plus de 100 000 personnes manifestent ainsi le 20 octobre pour un référendum sur l'indépendance du pays. La loi électorale interdit actuellement l'utilisation de référendum d'origine populaire pour des révisions d'ordre constitutionnel,.
Peu avant le référendum, le Comité international olympique (CIO) avertit les autorités taïwanaises que le pays risque de perdre son droit à concourir aux Jeux olympiques de Tokyo en 2020 en cas de changement de nom. Le Comité, tout en précisant qu'il « ne se mêle pas des procédures locales et respecte entièrement la liberté d'expression », précise que tout changement de nom « relève de ses compétences » et met en garde contre les conséquences de ce qu'il considère comme une ingérence. Une disposition de la charte olympique donne en effet le droit au CIO de suspendre un comité national si ses activités sont « entravées » par un gouvernement.
En réaction, une centaine d'athlètes de haut niveau et d’entraîneurs se mobilisent et organisent un rassemblement le 21 novembre pour appeler à voter non à la proposition correspondante, brandissant des pancartes « Je veux participer aux JO », « Soutien au Taipei chinois » ou encore « La politique ne doit pas interférer dans les sports ».

## Contenu
Dix questions sont soumises à référendum.
1. Êtes-vous favorable à une réduction d'au moins 1 % par an de la production moyenne d'électricité des centrales thermiques[27] ?
2. Êtes-vous favorable à la poursuite par Taïwan d'une politique énergétique ne nécessitant pas la construction ou l'extension de centrales au charbon, y compris l'extension de la centrale à charbon de Shen'ao[28] ?
3. Êtes-vous favorable au maintien par le gouvernement de l'interdiction d'importer des produits agricoles et des denrées alimentaires en provenance des zones touchées par l'accident nucléaire de Fukushima Daiichi le 11 mars 2011, y compris les préfectures de Fukushima, Ibaraki, Gunma, Tochigi et Chiba[29] ?
4. Êtes-vous favorable à la limitation du mariage aux couples entre hommes et femmes dans le Code civil[30] ?
5. Êtes-vous favorable à l'interdiction pour le ministère de l’éducation et les établissements scolaires du niveau des écoles et des collèges d'enseigner une éducation sexuelle homosexuelle, telle que détaillée dans la Loi sur l'éducation à l'égalité entre les genres[31] ?
6. Êtes-vous favorable à la mise en place d'une Union civile fournissant une protection légale aux couples de même sexe vivant ensemble qui ne sont pas soumis aux règles du mariage du Code civil[32] ?
7. Êtes-vous favorable à la participation de Taïwan à tous les événements sportifs internationaux, y compris les Jeux olympiques de Tokyo en 2020, en tant que Taïwan[33] ?
8. Êtes-vous favorable à ce que la partie Code civil consacrée au mariage garantisse aux couples de même sexe le droit de se marier ?"[34]
9. Êtes-vous en faveur de l'enseignement d'une éducation sexuelle à tous les niveaux du cursus scolaire conformément à la Loi sur l'éducation à l'égalité entre les genres et que cette éducation comporte des cours sur l'éducation émotionnelle, sexuelle, gay et lesbienne[35] ?
10. Êtes-vous favorable à l'abrogation de l'article 95, paragraphe 1, de la loi sur l'électricité, selon lequel "toutes les installations de production d'énergie nucléaire doivent être mises hors service d'ici 2025[36] ?

## Collecte des signatures
| Projets                            | Signatures collectées | Signatures collectées | Signatures collectées | Signatures collectées | Signatures collectées | Inscrits   | %    | Résultat |
| Projets                            | Total                 | Valides               | %                     | Invalides             | %                     | Inscrits   | %    | Résultat |
| ---------------------------------- | --------------------- | --------------------- | --------------------- | --------------------- | --------------------- | ---------- | ---- | -------- |
| 1% par an de réduction thermique   | 497 243               | 314 395               | 63,23                 | 182 848               | 36,77                 | 18 782 991 | 1,67 | Validé   |
| Pas de centrales thermiques        | 492 818               | 313 165               | 63,55                 | 179 653               | 36,45                 | 18 782 991 | 1,67 | Validé   |
| Pas de produits de Fukushima       | 490 361               | 311 882               | 63,60                 | 178 479               | 36,40                 | 18 782 991 | 1,66 | Validé   |
| Mariage hétéros uniquement         | 670 168               | 556 366               | 83,02                 | 113 802               | 16,98                 | 18 782 991 | 2,96 | Validé   |
| Pas d'éducation homosexuelle       | 632 896               | 522 491               | 82,56                 | 110 405               | 17,44                 | 18 782 991 | 2,78 | Validé   |
| Unions civiles pour homosexuels    | 677 972               | 565 676               | 83,44                 | 112 296               | 16,56                 | 18 782 991 | 3,01 | Validé   |
| Taïwan aux événements sportifs     | 515 959               | 429 395               | 83,22                 | 86 564                | 16,78                 | 18 782 991 | 2,29 | Validé   |
| Pour le mariage homosexuel         | 474 777               | 432 329               | 91,06                 | 42 448                | 8,94                  | 18 782 991 | 2,30 | Validé   |
| Pour l'éducation sexuelle          | 484 249               | 438 066               | 90,46                 | 46 183                | 9,54                  | 18 782 991 | 2,33 | Validé   |
| Pour la relance du nucléaire civil | 329 375               | 292 654               | 88,85                 | 36 721                | 11,15                 | 18 782 991 | 1,56 | Validé   |

## Résultat

### Résumé des résultats
| Projets                                | Pour      | Pour  | Contre    | Contre | Quorum atteint |
| Projets                                | Votes     | %     | Votes     | %      | Quorum atteint |
| -------------------------------------- | --------- | ----- | --------- | ------ | -------------- |
| 1 % par an de réduction des thermiques | 7 955 753 | 79,04 | 2 109 157 | 20,96  | ✔              |
| Pas de nouvelles centrales thermiques  | 7 599 267 | 76,41 | 2 346 316 | 23,59  | ✔              |
| Pas d'aliments issus de Fukushima      | 7 791 856 | 77,74 | 2 231 425 | 22,26  | ✔              |
| Mariages hétérosexuels uniquement      | 7 658 008 | 72,48 | 2 907 429 | 27,52  | ✔              |
| Pas d'éducation homosexuelle à l'école | 7 083 379 | 67,44 | 3 419 624 | 32,56  | ✔              |
| Unions civiles pour les homosexuels    | 6 401 748 | 61,12 | 4 072 471 | 38,88  | ✔              |
| Taiwan aux événements sportifs         | 4 763 086 | 45,20 | 5 774 556 | 54,80  | -              |
| Légalisation du mariage homosexuel     | 3 382 286 | 32,74 | 6 949 697 | 67,26  | -              |
| Pour l'éducation sexuelle à l'école    | 3 507 665 | 34,01 | 6 805 171 | 65,99  | -              |
| Relance du secteur nucléaire civil     | 5 895 560 | 59,49 | 4 014 215 | 40,51  | ✔              |

### Résultats détaillés
| Choix               | Votants    | Votants | Inscrits | Inscrits |
| Choix               | Voix       | %       | %        | Quorum   |
| ------------------- | ---------- | ------- | -------- | -------- |
| Pour                | 7 955 753  | 79,04   | 40,27    | ✔ 25 %   |
| Contre              | 2 109 157  | 20,96   | 10,67    |          |
|                     |            |         |          |          |
| Votes exprimés      | 10 064 910 | 93,37   | 50,94    |          |
| Blancs et invalides | 715 140    | 6,63    | 3,62     |          |
| Total des votants   | 10 780 050 | 100,00  | 54,56    |          |
|                     |            |         |          |          |
| Abstentions         | 8 977 017  |         | 45,44    |          |
| Inscrits            | 19 757 067 | 100,00  |          |          |

| Choix               | Votants    | Votants | Inscrits | Inscrits |
| Choix               | Voix       | %       | %        | Quorum   |
| ------------------- | ---------- | ------- | -------- | -------- |
| Pour                | 7 599 267  | 76,41   | 38,46    | ✔ 25 %   |
| Contre              | 2 346 316  | 23,59   | 11,88    |          |
|                     |            |         |          |          |
| Votes exprimés      | 9 945 583  | 92,35   | 50,34    |          |
| Blancs et invalides | 823 945    | 7,65    | 4,17     |          |
| Total des votants   | 10 769 528 | 100,00  | 54,51    |          |
|                     |            |         |          |          |
| Abstentions         | 8 987 539  |         | 45,49    |          |
| Inscrits            | 19 757 067 | 100,00  |          |          |

| Choix               | Votants    | Votants | Inscrits | Inscrits |
| Choix               | Voix       | %       | %        | Quorum   |
| ------------------- | ---------- | ------- | -------- | -------- |
| Pour                | 7 791 856  | 77,74   | 39,44    | ✔ 25 %   |
| Contre              | 2 231 425  | 22,26   | 11,29    |          |
|                     |            |         |          |          |
| Votes exprimés      | 10 023 281 | 92,99   | 50,73    |          |
| Blancs et invalides | 756 041    | 7,01    | 3,83     |          |
| Total des votants   | 10 779 322 | 100,00  | 54,56    |          |
|                     |            |         |          |          |
| Abstentions         | 8 977 745  |         | 45,44    |          |
| Inscrits            | 19 757 067 | 100,00  |          |          |

| Choix               | Votants    | Votants | Inscrits | Inscrits |
| Choix               | Voix       | %       | %        | Quorum   |
| ------------------- | ---------- | ------- | -------- | -------- |
| Pour                | 7 658 008  | 72,48   | 38,76    | ✔ 25 %   |
| Contre              | 2 907 429  | 27,52   | 14,71    |          |
|                     |            |         |          |          |
| Votes exprimés      | 10 565 437 | 95,83   | 53,48    |          |
| Blancs et invalides | 459 508    | 4,17    | 2,32     |          |
| Total des votants   | 11 024 945 | 100,00  | 55,80    |          |
|                     |            |         |          |          |
| Abstentions         | 8 732 122  |         | 44,20    |          |
| Inscrits            | 19 757 067 | 100,00  |          |          |

| Choix               | Votants    | Votants | Inscrits | Inscrits |
| Choix               | Voix       | %       | %        | Quorum   |
| ------------------- | ---------- | ------- | -------- | -------- |
| Pour                | 7 083 379  | 67,44   | 35,85    | ✔ 25 %   |
| Contre              | 3 419 624  | 32,56   | 17,31    |          |
|                     |            |         |          |          |
| Votes exprimés      | 10 503 003 | 95,39   | 53,16    |          |
| Blancs et invalides | 507 101    | 4,61    | 2,57     |          |
| Total des votants   | 11 010 104 | 100,00  | 55,73    |          |
|                     |            |         |          |          |
| Abstentions         | 8 746 963  |         | 44,27    |          |
| Inscrits            | 19 757 067 | 100,00  |          |          |

| Choix               | Votants    | Votants | Inscrits | Inscrits |
| Choix               | Voix       | %       | %        | Quorum   |
| ------------------- | ---------- | ------- | -------- | -------- |
| Pour                | 6 401 748  | 61,12   | 32,40    | ✔ 25 %   |
| Contre              | 4 072 471  | 38,88   | 20,61    |          |
|                     |            |         |          |          |
| Votes exprimés      | 10 474 219 | 95,09   | 53,02    |          |
| Blancs et invalides | 540 757    | 4,91    | 2,74     |          |
| Total des votants   | 11 014 976 | 100,00  | 55,75    |          |
|                     |            |         |          |          |
| Abstentions         | 8 742 091  |         | 44,25    |          |
| Inscrits            | 19 757 067 | 100,00  |          |          |

| Choix               | Votants    | Votants | Inscrits | Inscrits |
| Choix               | Voix       | %       | %        | Quorum   |
| ------------------- | ---------- | ------- | -------- | -------- |
| Pour                | 4 763 086  | 45,20   | 24,11    | (25 %)   |
| Contre              | 5 774 556  | 54,80   | 29,23    |          |
|                     |            |         |          |          |
| Votes exprimés      | 10 537 642 | 95,42   | 53,34    |          |
| Blancs et invalides | 505 153    | 4,58    | 2,56     |          |
| Total des votants   | 11 042 795 | 100,00  | 55,89    |          |
|                     |            |         |          |          |
| Abstentions         | 8 714 272  |         | 44,11    |          |
| Inscrits            | 19 757 067 | 100,00  |          |          |

| Choix               | Votants    | Votants | Inscrits | Inscrits |
| Choix               | Voix       | %       | %        | Quorum   |
| ------------------- | ---------- | ------- | -------- | -------- |
| Pour                | 3 382 286  | 32,74   | 17,12    | (25 %)   |
| Contre              | 6 949 697  | 67,26   | 35,17    |          |
|                     |            |         |          |          |
| Votes exprimés      | 10 331 983 | 94,44   | 52,29    |          |
| Blancs et invalides | 608 484    | 5,56    | 3,08     |          |
| Total des votants   | 10 940 467 | 100,00  | 55,37    |          |
|                     |            |         |          |          |
| Abstentions         | 8 816 600  |         | 44,63    |          |
| Inscrits            | 19 757 067 | 100,00  |          |          |

| Choix               | Votants    | Votants | Inscrits | Inscrits |
| Choix               | Voix       | %       | %        | Quorum   |
| ------------------- | ---------- | ------- | -------- | -------- |
| Pour                | 3 507 665  | 34,01   | 17,75    | (25 %)   |
| Contre              | 6 805 171  | 65,99   | 34,45    |          |
|                     |            |         |          |          |
| Votes exprimés      | 10 312 836 | 94,34   | 52,20    |          |
| Blancs et invalides | 619 001    | 5,66    | 3,13     |          |
| Total des votants   | 10 931 837 | 100,00  | 55,33    |          |
|                     |            |         |          |          |
| Abstentions         | 8 825 230  |         | 44,67    |          |
| Inscrits            | 19 757 067 | 100,00  |          |          |

| Choix               | Votants    | Votants | Inscrits | Inscrits |
| Choix               | Voix       | %       | %        | Quorum   |
| ------------------- | ---------- | ------- | -------- | -------- |
| Pour                | 5 895 560  | 59,49   | 29,84    | ✔ 25 %   |
| Contre              | 4 014 215  | 40,51   | 20,32    |          |
|                     |            |         |          |          |
| Votes exprimés      | 9 909 775  | 91,48   | 50,16    |          |
| Blancs et invalides | 922 960    | 8,52    | 4,67     |          |
| Total des votants   | 10 832 735 | 100,00  | 54,83    |          |
|                     |            |         |          |          |
| Abstentions         | 8 924 332  |         | 45,17    |          |
| Inscrits            | 19 757 067 | 100,00  |          |          |

## Suites
Bien que la légalisation des mariages entre personnes de même sexe soit rejeté à 67 % des votes valides, ce résultat, qui intervient au niveau législatif, n'est pas suffisant pour empêcher l'application de la décision de la Cour constitutionnelle. En mai 2019, le gouvernement du Parti démocrate progressiste légifère par conséquent cette légalisation dans le délai imparti imposé par la Cour.
Le référendum donne également un résultat  favorable à l'abrogation de la loi sur la sortie du nucléaire. La catastrophe de Fukushima qui intervient au Japon voisin en 2011 provoque cependant un retournement d'opinion et une sortie du nucléaire à Taïwan comme au Japon. Le gouvernement ferme en 2025 sa dernière centrale nucléaire : le réacteur n°2 de Maanshan, au sud de Taïwan, qui était exploité par l'entreprise publique Taipower. Cette fermeture fait cependant l'objet de débats, qui conduisent à l'organisation la même année d'un nouveau référendum sur la question.